# Incestophantes kochiellus
Incestophantes kochiellus es una especie de araña araneomorfa del género Incestophantes, familia Linyphiidae. Fue descrita científicamente por Strand en 1900.
Se distribuye por Noruega, Suecia, Finlandia, Rusia (Europa a Siberia Oriental/Extremo Oriente) y China. El cuerpo del macho mide  aproximadamente 2,9 milímetros de longitud y el de la hembra 2,7 milímetros.